# Beethovnov spomenik
Beethovnov spomenik je velik bronast kip Ludwiga van Beethovna, ki stoji na Münsterplatzu v Bonnu, Beethovnovem rojstnem kraju. Odkrit je bil 12. avgusta 1845  v čast 75. obletnice skladateljevega rojstva. 

## Ozadje
Carl Heinrich Breidenstein (1796–1876) je bil prvi nemški profesor muzikologije na Univerzi v Bonnu od leta 1823. Leta 1828 je prvič izrazil idejo o spomeniku Beethovnu v njegovem rojstnem mestu. Leta 1832 je napisal članek, v katerem je predlagal, da bi morali Beethovnu postaviti spomenik "ali še bolje, živ spomenik, posvečen umetnosti, izobraževanju itd."
Do takrat v Nemčiji in Avstriji  niso imeli navade postavljati kipov velikim kulturnim osebnostim. Friedrich Schiller je moral čakati do leta 1839, prvi spomenik Mozartu  (v Salzburgu, Avstrija) je bil postavljen šele leta 1842 in prvi kip Beethovnu na Dunaju, v mestu, v katerem je preživel večino časa, bil z njim najbolj povezan, na Dunaju je umrl, je bil postavljen šele leta 1880.
17. decembra 1835 je Bonsko združenje za Beethovnov spomenik, ki ga je vodil slavni Shakespearjev prevajalec August Wilhelm Schlegel, objavilo razpis za trajni spomin na Beethovna. Poslali so ga vsem glavnim glasbenim publikacijam v Nemčiji, Franciji in Angliji. Bavarski kralj Ludvik I. je bil navdušen, vendar odziv ni bil preveč obetaven: v Parizu je Luigi Cherubini obljubil poseben koncert za zbiranje sredstev, a si je nato premislil; v Londonu sta Beethovnova prijatelja sir George Smart in Ignaz Moscheles darovala dobrodelni koncert v gledališču Drury Lane, vključno z Odo radosti iz Devete simfonije, vendar je bil slabo obiskan. 
Franz Liszt se je vključil v projekt oktobra 1839, ko je postalo jasno, da je izvedba v nevarnosti zaradi pomanjkanja finančne pomoči. Do takrat so francoski prispevki znašali manj kot 425 frankov; Lisztova osebna donacija pa je presegla 10.000 frankov. Prizadeval si je za spomenik in vložil svojo osebno energijo v koncert in recitale, katerih prihodki so bili namenjeni skladu za gradnjo. En tak koncert je bil njegov zadnji javni nastop s Frédéricom Chopinom, klavirski duo koncert je bil v dvorani Salle Pleyel in Pariškem glasbenem konservatoriju 25. in 26. aprila 1841. 
Edini pogoj za udeležbo Liszta je bil, da mora biti kipar Beethovnovega kipa Italijan Lorenzo Bartolini. Toda naročilo je bilo oddano Nemcu Ernstu Juliusu Hahnelu (1811–1891).  Ulil ga je Jakob Daniel Burgschmiet iz  Nürnberga. 
Liszt se je prav zato vrnil na koncertne odre; prej se je upokojil in ni več komponiral, čas je preživljal s svojo družino. Napisal je tudi posebno delo ob odkritju: Festivalsko kantato ob slovesni postavitvi Beethovnovega spomenika v Bonnu (Festkantate zur Enthüllung des Beethoven-Denkmals in Bonn S.67).
Drugi glasbeniki so sodelovali že prej: Robert Schumann je ponudil, da napiše Grande Sonate in jo objavi z zlato obrobo in črnim trakom, prihodke od prodaje pa nameni za gradbeni sklad. Njegova sonata Majhen prispevek k Beethovnovemu spomeniku: trpljenje, nagrade, zmaga: velika sonata za klavir za Beethovnov spomenik, Florestan in Eusebius (Obolen auf Beethovens Monument: Ruinen, Trophäen, Palmen: grosse Sonate für das Pianoforte für Beethovens Denkmal, von Florestan und Eusebius) je doživela nekaj sprememb imena. Založniki je leta 1836 niso sprejeli, zato jo je popravljal in je bila objavljena leta 1839 kot njegova Fantazija v C-duru (Fantasie v C, opus 17) s posvetilom Lisztu. V prvem stavku Schumann morda namiguje na temo iz pesmi Beethovnovega ciklusa An die Ferne Geliebte (Oddaljena ljubljena) , kar je bil verjetno namig na njegovo "oddaljeno ljubljeno", Claro Wieck, ki je bila takrat ločena od njega v Parizu po naročilu njenega očeta Friedricha Wiecka.  Leta 1841 je Felix Mendelssohn za ta projekt napisal svoje Variacije sérieuses v d-molu. 
Odkritje spomenika je bilo prvotno predvideno za 6. avgust 1843, vendar je bilo preloženo na 12. avgust 1845.
12. maja 1845 je Schlegel umrl. Njegovo mesto vodje organizacijskega odbora je prevzel pobudnik ideje Heinrich Breidenstein. 

## Beethovnova dvorana
Beethovnov spomenik je bil uradno odkrit ob tridnevnem Beethovnovem festivalu, kar naj bi bil vrhunec prireditve. Mesec pred festivalom so ugotovili, da ni primernega kraja, saj so pričakovali 3000 udeležencev. Na Lisztovo željo in šele potem, ko se je ponudil, da krije celotne stroške sam, je odbor najel arhitekta in gradbenike za gradnjo Beethovnove dvorane. Imeli so manj kot dva tedna časa, da jo zgradijo, zato so morali delati 24 ur dnevno.
Na srečo je bilo več pozornosti namenjene glasbenikom, ki so izvajali program. Orkester je bil sestavljen iz igralcev iz deželnih orkestrov s tega območja. [10] Dvojni bas je pel svetovno znani Domenico Dragonetti, ki je poznal Beethovna in bil star 82 let, vendar še vedno sposoben izvajalec. Umrl je v manj kot enem letu za tem.

## Slovesnost
Beethovnov festival (Beethovenfest) se je začel v nedeljo, 10. avgusta 1845. Louis Spohr, ki je poznal Beethovna, je zvečer dirigiral Misso solemnis in Deveto simfonijo.
V torek zjutraj, 12. avgusta, so ob odkritju v stolnici izvedli Mašo v C-duru. Nato je potekalo uradno odkritje. Udeležilo se ga je veliko uglednih osebnosti: pruski kralj Friderik Viljem IV. in njegova soproga, kraljica Viktorija (kot del svojega prvega kontinentalnega obiska po kronanju osem let prej) in princ Albert, nadvojvoda Friderik Avstrijski, skladatelji Hector Berlioz, Giacomo Meyerbeer, Ignaz Moscheles in Félicien David; dirigenta Charles Halle in sir George Smart; baritonista Josef Staudigl in Johann Baptist Pischek (1814–1873); sopranistki Jenny Lind in Pauline Viardot, ter Lola Montez. Roberta Schumanna in Felixa Mendelssohna, ki sta napisala pomembna dela za klavir za zbiranje sredstev za spomenik, ni bilo. Tudi Richarda Wagnerja ni bilo, a se je gotovo zavedal pomembnosti dogodka, saj je teden prej pisal Lisztu in predlagal postavitev podobnega kipa Carlu Mariu von Webru v Dresdnu. Vsi obiskovalci in dostojanstveniki so podpisali pergament, ki je bil zaprt v svinčeno krsto v spomeniku.
Temu je sledil popoldanski koncert: Liszt je igral koncert Emperor in dirigiral Peto simfonijo,  Spohr je dirigiral Coriolan Overture, arijo iz oratorija Kristus na Oljski gori, ter kvartet in finale iz Fidelia. Sprva je predlagal Berliozov Requiem, a je Berlioz vztrajal, da on in samo on igra to delo, česar pa odbor ni odobril, zato je načrt propadel. Zvečer je bil spektakularen ognjemet.
Naslednji dan, v sredo, 13. avgusta, je bil koncert, ki je trajal štiri ure: igrali so Lisztovo Festivalsko kantato za otvoritev Beethovnovega spomenika v Bonnu (dvakrat, enkrat brez kraljevskih gostov in spet po njihovem prihodu), Beethovnovo uverturo Egmont, Webrov klavirski koncert, Leonorino arijo iz Fidelia, Mendelssohnovo arijo in pesem Adelaide. Temu je sledil banket za 550 gostov v hotelu Der Stern. Banket je bil prekinjen zaradi obnašanja Lole Montez, ki je plesala na mizi in v zadrego spravljala Liszta z vztrajanjem, da je njegova gostja na slovesnosti in je zahtevala primeren sedež za svoj položaj, kar bi spremenilo vnaprejšnjo razporeditev sedežev. Ta škandal je oblasti v Bonnu tako razjezil, da ga niso povabili, ko so leta 1870 praznovali Beethovnovo stoletnico v Bonnu.